# 順子/涙のセレナーデ
「順子/涙のセレナーデ」（じゅんこ/なみだのセレナーデ）は、日本のミュージシャンである長渕剛の5枚目のシングル。
1980年6月5日に東芝EMIのエキスプレスレーベルからリリースされた。作詞・作曲は長渕、編曲は瀬尾一三が担当している。
「順子」は2枚目のアルバム『逆流』（1979年）に収録されていた曲であるが、長渕は叙情派フォークと混同されたくないためにシングルでのリリースは検討していなかった。しかし、全国各地の有線ランキングにおいて1位を獲得し、シングル化を要望するリクエストが殺到したためライブツアー終了後にリリースする事となった。歌詞の内容は女性に裏切られた男性の失恋を題材としており、ファンク・アレンジによるシティ・ポップ風のバラードとなっている。
オリコンチャートでは8週連続で1位を獲得しミリオンセラーとなった。ライブでは初期のみ演奏され後に演奏される事は全くなかったが、1990年のライブツアー「Live'90-'91 JEEP」および1992年5月15日の東京ドーム公演で久しぶりに演奏され、さらに2004年8月21日の桜島オールナイトコンサートにて演奏された後は、ライブでも再び演奏されるようになった。
スタジオ音源は『逆流』以外にベスト・アルバム『FROM T.N.』（1983年）、『いつかの少年』（1994年）、『Tsuyoshi Nagabuchi All Time Best 2014 傷つき打ちのめされても、長渕剛。』（2014年）などに収録された。

## 背景
元々はアルバム『逆流』（1979年）に収録されていた曲だったが、有線放送で人気に火が付き、福岡市の有線リクエストでベストテン入り、続いて高知市、福島県白河市にて連続1位を獲得、その後ほぼ全国の有線でベストテン入りする事となった。また、レコード会社に「シングルにしてほしい」という要望が多数寄せられたため、後にストリングス等のリミックスが施された形でシングルカットされた。長渕本人にとってはあくまでアルバム中の1曲であり、叙情派フォークのミュージシャンとして捉えられたくないためシングルカットを半年遅らせた経緯がある。これは、「半年間で全国をツアーで回り、その間に自身の存在と音楽性を確立してからリリースすべきだ」との本人の考えがあったからである。またシングルカット以前は「順子」は長渕本人の言によれば「冗談ソング」であり、ライブでは「俺を振った女の歌を歌います」というMCで観客を笑わせた後、歌うのが通例となっていたため、そういう歌をシングルにすることに抵抗もあったという。

## 音楽性
音楽情報サイト『CDジャーナル』では、「大胆にもタイトルに女性の名前をそのまま当てはめたことからも、絶大なインパクトのあるバラード。どうしようもない絶望感が滲み出た直情的な詞も、つぶらな切ないメロディも、すべてが悲しい」と表記されている。
文芸雑誌『文藝別冊 長渕剛 民衆の怒りと祈りの歌』にて、ライターの松村正人は「恋人に裏切られたこの歌は『木綿のハンカチーフ』の男の側の心情の吐露ともとれ、『風は南から』『逆流』のタイトルに顕わな非東京人のアイデンティティを裏書きしている気がしてならない」と述べており、さらにライターの二木信は「ファンク・アレンジの効いた少々泥臭いシティ・ポップと聴くこともできる」と述べている。

## リリース
1980年6月5日に東芝EMI/エキスプレスより7インチレコードでリリースされた。
形式上は「涙のセレナーデ」との両A面シングルとして発売されている。「涙のセレナーデ」は、「順子」とは違い女性から男性への失恋の楽曲。1999年にセルフカバー版がシングルA面としてリリースされている。

## プロモーション
当時大ヒットしたことにより、テレビの音楽番組から出演依頼が殺到したが、長渕はテレビ出演に否定的だったため、出演を断っていた。しかし、身体障害者のファンから送られた「ライブ会場に行くことができない」というファンレターを読み、出演を決意。1980年7月31日にTBS系音楽番組『ザ・ベストテン』（1978年 - 1989年）にて初出演を果たした。その際、なるべく普段のライブに近い形で演奏するため、1分間MCを行い、アコースティックギター1本で演奏した。また翌週の8月7日には本人も出演する「HOT JAM'80」の会場(静岡の日本平）からの中継で出演し、集まっていた他の出演歌手が演奏に合わせて手拍子を始めたとたん、長渕は演奏を途中でやめ「これは失恋の歌なんで、手拍子は勘弁願いたい」とたしなめ、もう一度初めから演奏し直すという一幕もあった。生放送でオンエアされたこの流れは、当時のコンサートでもたびたび会場の客と行われていた、一種のネタでもある。しかし、これらの言動が周囲の誤解を招き、また「生意気だ」と陰口を叩かれる事となった。

## 批評
| 専門評論家によるレビュー | 専門評論家によるレビュー |
| レビュー・スコア         | レビュー・スコア         |
| 出典                     | 評価                     |
| ------------------------ | ------------------------ |
| CDジャーナル             | 肯定的                   |

音楽情報サイト『CDジャーナル』では、「絶妙な切り口の恋歌」、「『俺らの家まで』では男は浮気くらいするとタカをくくっていたのが、ここでは他の男と比べるなんてずるいと恨み節。キリキリと胸を締め付けられるようなセンチメンタルな旋律と悲しげな歌唱が耳に残る」と評されている。

## チャート成績
オリコンチャートでは8週連続で1位を獲得、登場回数25回となり、売り上げ枚数は94.2万枚となった。また、文献によってはミリオンセラーを記録したと記しているものも存在する。

## ライブ・パフォーマンス
本作でのテレビ出演は、前述の『ザ・ベストテン』にて1980年7月31日、8月7日放送分に出演したのみである。
当時のライブではテレビ出演時と同様にギター1本のみで演奏された。また、当時石野真子と交際していた長渕は、観客の中にいた石野を意識し「順子」の部分を「真子」に置き換えて歌ったことがある。
しかし、後にこの曲はライブでは一切演奏されなくなっていく。その理由として、後にベストアルバム『FROM T.N.』（1983年）の中で、自分の曲が自身から切り離されていくという複雑な心境を語っている。
『ザ・ベストテン』に「SUPER STAR」（1986年）で出演した際も、「ヒット曲は一生その人を苦しめる」という植木等の言葉を借り、「順子」に関して「今のステージングからは外れている」と語っている。また、ベストアルバム『いつかの少年』（1994年）においても、「順子の長渕」というレッテルを貼られ、克服するまでには10年掛かったと当時の苦しい心境を語っている。
そのため、ライブにおいても長らく演奏されていなかったが、ライブツアー「Live'90-'91 JEEP」において久しぶりに披露され、1992年5月15日の東京ドーム公演で再び披露。同公演がビデオ化されて始めて映像収録された。その後、2004年8月21日の桜島オールナイトコンサートでは初めてスタジオ音源と同じアレンジで演奏され、その音源はライブアルバム『長渕剛 ALL NIGHT LIVE IN 桜島 04.8.21』（2004年）に収録された。以後はライブでの演奏頻度が高くなっていき、2007年のライブツアー「LADY'S NIGHT 2007 -Acoustic-」、2009年のライブツアー「Tsuyoshi Nagabuchi Acoustic Live 30th Anniversary」、2010年のライブツアー「TSUYOSHI NAGABUCHI ARENA TOUR 2010 - 2011 "TRY AGAIN"」、2014年のライブツアー「TSUYOSHI NAGABUCHI ARENA TOUR 2014 ALL TIME BEST」にて演奏されている。

## カバー
- イアプ・ケーティエン（葉啓田） - 台湾語バージョン、「莉娜」のタイトルで1984年にリリース。
- 島谷ひとみ - 『男歌II〜20世紀ノスタルジア〜』（2010年）
- 平井堅 - 『Ken's Bar III』（2014年）[14]

## シングル収録曲
| 全作詞・作曲: 長渕剛、全編曲: 瀬尾一三。 |                                                        |        |            |      |
| #                                        | タイトル                                               | 作詞   | 作曲・編曲 | 時間 |
| 1.                                       | 「順子REQUEST SIDE」(JUNKO)                            | 長渕剛 | 長渕剛     | 3:03 |
| 2.                                       | 「涙のセレナーデNEW RELEASE SIDE」(NAMIDA NO SERENADE) | 長渕剛 | 長渕剛     | 4:00 |
| 合計時間:                                | 合計時間:                                              | 7:03   |            |      |

## 収録作品
スタジオ音源
- 『逆流』（1979年）
- 『夏の恋人』（1981年）
- 『FROM T.N.』（1983年）
- 『いつかの少年』（1994年）
- 『SINGLES Vol.1 (1978〜1982)』（1997年）
- 『BEST〜空〜』（2002年）
- 『Tsuyoshi Nagabuchi All Time Best 2014 傷つき打ちのめされても、長渕剛。』（2014年）

ライブ音源
- 『長渕剛LIVE』（1981年）
- 『いつかの少年』（1994年） - 1992年5月15日の東京ドーム公演「LIVE'92 JAPAN」から収録されている。声質が変化してから初の演奏となった。
- 『長渕剛 ALL NIGHT LIVE IN 桜島 04.8.21』 - 2004年8月21日の桜島特設会場公演から収録されている。長渕自身はアコースティック・ギターは使用せず、スタジオ録音バージョンと同じアレンジで演奏された。

ライブ映像
- 『LIVE'92 "JAPAN" IN TOKYO DOME』（1992年）
- 『SAKURAJIMA』（2004年）
- 『30th Anniversary BOX from TSUYOSHI NAGABUCHI PREMIUM』（2010年）